# Крістін Омарсдоттір
Крістін Омарсдоттір (ісл. Kristín Ómarsdóttir; нар. 1962) — ісландська письменниця, авторка прозових, поетичних та драматичних творів.

## Біографія
Крістін Омарсдоттір народилася в Рейк'явіку. Свої перші роки провела в Копенгагені і прожила більшу частину свого дитинства в Хафнарфьордурі. Першу п'єсу написала в 1985 році та здобула за неї першу нагороду на конкурсі драматургії, проведеному Національним театром Ісландії. У 2000 році її роман Elskan mín ég dey був номінований на Літературну премію Північної ради. 2005 року вона отримала нагороду «Драматург року» на «Gríman» — The Icelandic Performing Arts Awards. 2008 року за поетичну збірку Sjáðu fegurð þína вона здобула ісландську жіночу літературну премію Fjöruverðlaunin

## Твори

### Романи та оповідання
- Flækingurinn, 2015
- Вічні рефлексії(«Eilífar speglanir» 2013)
- Мілла (" Milla "2012)
- Ми належимо до однієї темряви: Мерилін Монро та Грета Гарбо («Við tilheyrum sama myrkrinu» 2011)
- Біля мосту (" Hjá brunni " 2009)
- Історія маленької плакси (" Saga af lítilli grenjuskjóðu " 2008)
- Діти в оленячому лісі («Hér» 2004)
- Щастя I & II (" Hamingjan hjálpi mér I og II " 2001)
- My love I Die (" Elskan mín ég dey " 1997)
- Вузькі двері (" Dyrnar þröngu ", 1995)
- Чорні весільні сукні (" Svartir brúðarkjólar ", 1991)
- «Одного разу» («Einu sinni sögur», 1991)
- « On A Journey at Yours» (" Í ferðalagi hjá þér " 1987)

### Поезія
- Павуки у вікнах («Kóngulær í sýningargluggum» 2017)
- Дивись на свою красу («Sjáðu fegurð þína» 2008)
- Різдвяні вірші («Jólaljóð» 2006)
- In and Out the Window («Inn og útum gluggann» 2003)
- Особливий день («Sérstakur dagur» 2000)
- Закрийте очі та подумайте про мене («Lokaðu augunum og hugsaðu um mig» 1998)
- Офіціантка в старому ресторані («þerna á gömlu veitingahúsi» 1993)
- У нашому домі туман («Í húsinu okkar er þoka» 1987)

### Інші книги
- Прослуховування, Gjöf til mín yðar hátign, Зірки, 2014

### Театр і радіодрама
- Павук спить у дзеркалі (" Í speglingum sefur kónguló " 2011)
- Велика русалка («Kuðungarnir» 2011)
- Оповідання («Smásögur» 2007)
- Лікарняний корабель («Spítalaskipið» 2004)
- Розкажи мені все («Segðu mér allt» 2004)
- Мій друг Кінець світу («Vinur minn heimsendir» 2003)
- Торт до дня народження («Afmælistertan» 2003)
- Багато жінок («Маргар конур» 2000)
- Маргарет Велика радіодрама («Margrét mikla útvarpsverk» 1999)
- Історія кохання III («Ástarsaga III», 1997)
- Маргарет Велика («Margrét mikla» 1995)
- Сурма серця («Hjartatrompet» 1990)
- Мрії догори дригом («Draumar á hvolfi» 1987)